# All the Year Round
All the Year Round (em português:  Durante o Ano Todo) foi um periódico vitoriano, uma revista literária semanal britânica fundada e de propriedade de Charles Dickens, publicada entre 1859 e 1895 com divulgação por todo o Reino Unido. Editada por Dickens, foi a sucessora direta de sua publicação anterior Household Words, abandonada devido às diferenças com seu ex-editor. Abrigou a publicação de muitos romances de destaque, incluindo A Tale of Two Cities do próprio Dickens. Após a morte de Dickens em 1870, ela pertenceu e foi editada por seu filho mais velho, Charles Dickens, Jr.

## História

### 1859-1870
Em 1858, Charles Dickens foi o editor de sua revista Household Words, publicada pela Bradbury and Evans. Uma disputa mesquinha com eles levou Dickens a perceber que estava ao capricho de sua editora, e então decidiu que iria criar uma nova revista semanal da qual seria o proprietário e teria total controle sobre ela.
Em 1859, Dickens fundou a All the Year Round. Da mesma forma que sua revista anterior, o autor procurou um título que poderia ser derivado de uma citação de Shakespeare. Acabou encontrando-o em 28 de janeiro de 1859 (em Otelo, ato um, cena três, linhas 128-129), a ser exibido antes do título:
| 'A história de nossas vidas, ano por ano.' — Shakespeare. ALL THE YEAR ROUND. Uma revista semanal. Dirigida por Charles Dickens. |

A nova revista semanal teve sua edição de estreia, no sábado, 30 de abril de 1859, com a primeira parte da série A Tale of Two Cities de Dickens.
O lançamento foi um sucesso imediato.
| “                  | A All the Year Round está indo tão bem, que ontem ela foi capaz de restituir-me, com cinco por cento de juros, todo o dinheiro que investi na sua criação (papel, tinta etc. todos pagos, até o último número), e ainda deixar um bom saldo de £500 na conta do banco! | ” |
| — -Charles Dickens | |   |

Um mês após o lançamento, Dickens ganhou uma ação judicial na Court of Chancery contra a sua ex-editora Bradbury and Evans, devolvendo-lhe o nome comercial de sua revista anterior. No sábado, 28 de maio de 1859, cinco semanas após o lançamento da All the Year Round, Dickens encerrou a Household Words, publicando sua última edição com um prospecto para a sua nova revista e o anúncio de que, "Após o surgimento do atual número de encerramento da Household Words, esta publicação irá fundir-se com a nova publicação semanal, All the Year Round, e o título, Household Words, irá formar uma parte do título da página de All the Year Round." O título completo de All the Year Round, então adquiriu um quarto item: " All the Year Round. A Weekly Journal. Conducted by Charles Dickens. With Which Is Incorporated Household Words."
All the Year Round continha a mesma mistura de ficção e de não ficção, assim como Household Words, mas com uma maior ênfase em temas literários e menos em jornalismo. Quase onze por cento dos artigos de não ficção em All the Year Round tratavam alguns aspectos de assuntos ou culturas internacionais, excluindo a Guerra de Secessão, que Dickens instruiu sua equipe a evitar, a menos que tivesse um tópico sido especificamente autorizado primeiramente por ele. Os antigos contos de crimes (em especial com uma configuração francesa ou italiana), as novas descobertas da ciência (incluindo as teorias de Charles Darwin), as vidas e lutas dos inventores, os contos de exploração e aventura em lugares distantes, e exemplos de autoajuda entre gente humilde, estão entre os temas que encontravam uma recepção imediata de Dickens.
Depois de 1863, apesar de Charles Dickens continuar mantendo uma microgestão do departamento editorial, escrupulosamente revisando as cópias, suas próprias contribuições diminuíram consideravelmente, principalmente porque passava mais e mais tempo nas ruas com seu público leitor.
Poucas semanas antes de 28 de novembro de 1868, Dickens anunciou uma nova série de All the Year Round: "Eu imploro para anunciar aos leitores desta revista, que ao completar o volume vinte em vinte e oito de novembro, do presente ano, eu darei início a uma série inteiramente nova de All the Year Round. A mudança não é apenas devido à conveniência do público (com o qual um conjunto de tais livros, que se estende por mais de vinte grandes volumes, seria completamente incompatível), mas é também porque se resolveu realizar algumas melhorias em relação ao material tipográfico, ao papel, e ao tamanho da página, que não poderiam ser feitas de outro modo."

### 1870–1895
Depois de contratá-lo como subeditor da revista um ano antes, Dickens deixou em testamento All the Year Round para seu filho mais velho Charles Dickens, Jr. ("Charles Dickens, o mais jovem" no testamento) uma semana antes de sua morte em junho de 1870. Após a morte de Dickens, seu filho passou a ser o proprietário e editou a revista de 25 de junho de 1870 até o final de 1895 (ou possivelmente apenas até 1888).
Em 1889, a revista iniciou uma "Terceira série". Não está claro o quanto Dickens Jr. estava envolvido com a nova série, mas uma série de histórias tiveram a contribuição de Mary Dickens.
Em 1895, All the Year Round foi encerrada. Teve sua última edição em 30 de março de 1895, depois de três séries:

## Séries
Cada volume tinha 26 números, um semestre (portanto, o volume 1 tinha do nº 1 ao 26, o volume 2, do nº 27 ao 52, o volume 3, do nº 53 ao 78, mas os extras anuais e sazonais contados por números adicionais.)
1. "Primeira Série": vol. 1 (30 de abril de 1859) até o vol. 20 (28 de novembro de 1868)
2. "Nova Série"  : vol. 1 (5 de dezembro de 1868) até o vol. 43 (29 de dezembro de 1888)
3. "Terceira Série": vol. 1 (5 de janeiro de 1889) até o vol. 13 (30 de março de 1895)

## Trabalhos colaborativos
Dickens também colaboraria com outros escritores em um número de histórias natalinas e em peças teatrais para edições sazonais da revista. Entre eles estão:
- The Haunted House no número extra de Natal (13 de dezembro de 1859) com Wilkie Collins, Elizabeth Gaskell (que notoriamente rejeitou as ofertas de Dickens para escrever para a revista), Adelaide Anne Procter, George Augustus Henry Sala, e Hesba Stretton.
- A Message from the Sea no número extra de Natal (13 de dezembro de 1860) com Wilkie Collins, Robert Williams Buchanan (sob o pseudônimo de "Henry F. Chorley"), Charles Allston Collins, Amelia Edwards, e Harriet Parr.
- Tom Tiddler's Ground no número extra de Natal (12 de dezembro de 1861) com Wilkie Collins, John Harwood, Charles Collins, e Amelia Edwards.
- Somebody's Luggage (1862).
- Mrs. Lirriper's Lodgings no número extra de Natal (12 de dezembro de 1863) com Elizabeth Gaskell, Charles Lever, Amelia Edwards, Charles Allston Collins, e Edmund H. Yates.
- Mrs. Lirriper's Legacy no número extra de Natal (12 de dezembro de 1864) com Elizabeth Gaskell, Henry Fothergill Chorley, Holme Lee, Amelia Edwards, Charles Allston Collins, e Edmund H. Yates.
- Doctor Marigold's Prescriptions no número extra de Natal (12 de dezembro de 1865).
- The Trial for Murder (aka To Be Taken with a Grain of Salt) no número extra de Natal (dezembro de 1865) com Charles Allston Collins.
- Mugby Junction no número extra de Natal (12 de dezembro de 1866), que inclui uma obra-prima da ficção, The Signalman (aka No. 1 Branch Line: The Signalman).
- No Thoroughfare no número extra de Natal (12 de dezembro de 1867) com Wilkie Collins.

## Colaboradores
Um número de autores de destaque e romances foram publicados em All the Year Round, incluindo:
- Charles Dickens
  - A Tale of Two Cities (junho de 1859 a dezembro de 1859)[11]
  - Great Expectations (1 de dezembro de 1860 a agosto de 1861)[11]
  - The Uncommercial Traveller (28 de janeiro de 1860 a 13 de outubro de 1860, mais 1863-1865 e 1868–1869)
- Wilkie Collins
  - The Woman in White (29 de novembro de 1859 a 1860)
  - No Name
  - The Moonstone (1868)
- Anthony Trollope
  - The Duke's Children (1879 a ????)
- Edward Bulwer-Lytton
  - A Strange Story (10 de agosto de 1861 a 8 de março de 1862) então anônimo
- Elizabeth Cleghorn Gaskell
- Charles Lever
- Charles Reade
- Frances Trollope

Entre outros colaboradores estão:
- Sheridan Le Fanu - seis contos em 1870 (mais tarde reunidos em Madam Crowl's Ghost)
- Adelaide Anne Procter - poemas (mais tarde reunidos em Legends and Lyrics)
- Hesba Stretton - literatura infantil
- Walter Goodman - rascunhos humorísticos
- George Augustus Henry Sala - rascunhos de viagens Constantinopla, Roma e São Petersburgo
- Erasmus Augustus Worthington - rascunhos humorísticos ilustrados
- Sarah Doudney - poesia e ficção

Entre os escritores da equipe estão:
- Henry Morley - artigos informativos ainda que bastante congestionados de temas históricos, políticos, econômicos e literários, incluindo os bastidores da Guerra de Secessão
- Charles Allston Collins (o irmão mais novo de Wilkie Collins e genro de Dickens) - reportagens e artigos sobre arte e arquitetura, marcados por uma distinta veia de humor melancólico. Ele escreveu 'David Fudge' e 'Our Eye-Witness'
- Eliza Lynn Linton

Quase todos os artigos foram impressos sem citar seus autores; apenas o editor, "Conduzido por Charles Dickens", era mencionado na primeira página e no cabeçalho de todas as outras páginas. Enquanto uma lista completa de quem escreveu o quê e por quanto no Household Words foi compilado em 1973 por Anne Lohrli (através de uma análise do livro de contabilidade do escritório mantido pelo subeditor de Dickens, W. H. Wills), infelizmente o livro de contabilidade de All the Year Round não sobreviveu. No entanto, Ella Ann Oppenlander tentou proporcionar algo comparável em um livro de 1984 que não é facilmente encontrado, Dickens' All the Year Round: Descriptive Index and Contributor List.
Entre os notáveis artigos anônimos estão:
- 1861 - "The Morrill Tariff", 28 de dezembro de 1861
- 1871 - "Vampyres and Ghouls" (aka "Vampires and Ghouls"), 20 de maio de 1871, pp. 597–600 (posteriormente reunidos em: Gilbert, William (2005). The Last Lords of Gardonal. Dead Letter Press)

## Leituras adicionais
- Oppenlander, Ella Ann (compiler) (1984). Dickens' All the Year Round: Descriptive Index and Contributor List. Troy, NY: Whitston Publishing Company. ISBN 0-87875-252-8